# Onda continua

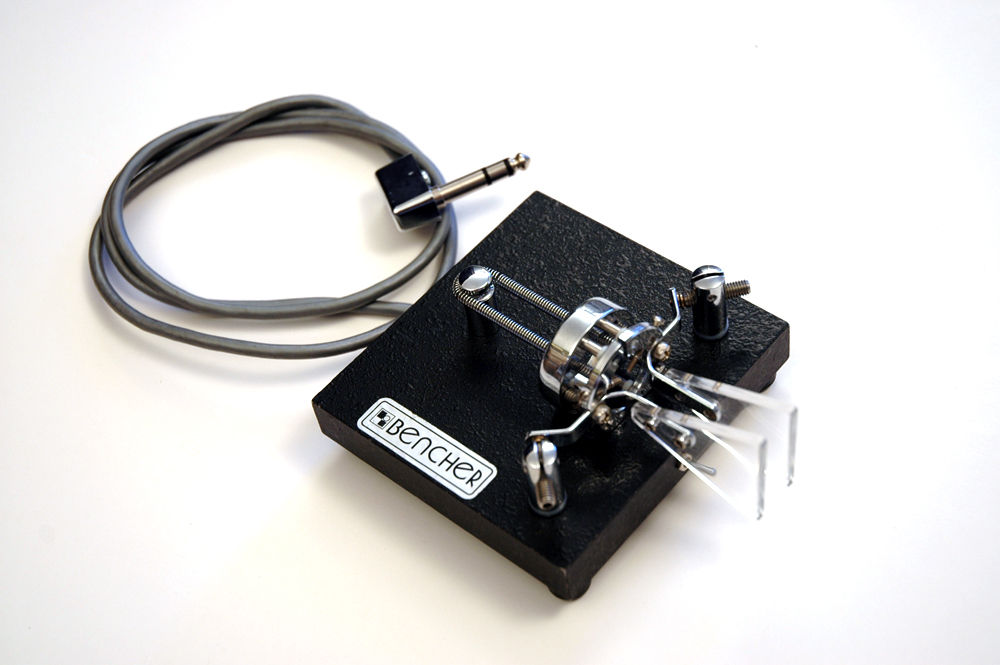
Manipulador comercial moderno para la transmisión de código morse

Una onda continua o CW (de la expresión en inglés Continuous Wave) es una onda electromagnética típicamente senoidal de amplitud y frecuencia constantes, que para el análisis matemático se considera de duración infinita. Onda continua es también el nombre dado a un método temprano de transmisión de radio, en el que una onda portadora sinusoidal se enciende y apaga. La información se transporta en la duración variable de los períodos de encendido y apagado de la señal, por ejemplo, mediante el código Morse en las primeras radios. En las primeras transmisiones de telegrafía inalámbrica por ondas de radio, las ondas CW también se conocían como "ondas no amortiguadas", para distinguir este método de las señales de ondas amortiguadas producidas por los transmisores anteriores del tipo de chispa.
La CW se caracteriza por ocupar poco ancho de banda y por tener una relación señal/ruido muy alta; todo ello permite la comunicación a larga distancia aún en condiciones desfavorables de propagación.
El término es utilizado también en física de láseres para describir una emisión continuada de un rayo láser, frente a la emisión pulsada.

## Transmisiones antes de la Onda Continua
Los primeros radiotransmisores utilizaban un generador de chispas para producir oscilaciones de radiofrecuencia en la antena transmisora. Las señales producidas por estos transmisores de chispa consistían en cadenas de breves pulsos de oscilaciones de radiofrecuencia sinusoidales que se extinguían rápidamente hasta cero, llamadas ondas amortiguadas. La desventaja de las ondas amortiguadas era que su energía se distribuía en una banda de frecuencias extremadamente amplia. Como resultado, produjeron interferencia electromagnética que se extendió por las transmisiones de estaciones en otras frecuencias.
Esto motivó esfuerzos para producir oscilaciones de radiofrecuencia que decaían más lentamente. Existe una relación inversa entre la tasa de decaimiento (la constante de tiempo) de una onda amortiguada y su ancho de banda; cuanto más tardan las ondas amortiguadas en decaer hacia cero, más estrecha es la banda de frecuencia que ocupa la señal de radio, por lo que menos interfiere con otras transmisiones. A medida que más transmisores comenzaron a saturar el espectro de radio, reduciendo el espacio de frecuencia entre las transmisiones, las regulaciones gubernamentales comenzaron a limitar la amortiguación o "disminución" máxima que un transmisor de radio podía tener. Los fabricantes producían transmisores de chispa que generaban ondas de "timbre" largas con una amortiguación mínima.

## Transición hacia la Onda Continua
Se comprendió que la onda de radio ideal para la comunicación radiotelegráfica sería una onda sinusoidal sin amortiguamiento. En teoría, una onda sinusoidal continua ininterrumpida no tiene ancho de banda; toda su energía se concentra en una sola frecuencia, por lo que no interfiere con las transmisiones en otras frecuencias. Las ondas continuas no se podían producir con una chispa eléctrica, pero se lograron con el oscilador electrónico de tubo de vacío, inventado alrededor en 1912 por el ingeniero estadounidense Edwin Armstrong e, independientemente, en 1913 por el ingeniero austríaco Alexander Meissner. Después de la Primera Guerra Mundial ya estaban disponibles transmisores capaces de producir ondas continuas, como el alternador Alexanderson y los osciladores de tubo de vacío.
Los transmisores de chispa de onda amortiguada fueron reemplazados por transmisores de tubo de vacío de onda continua alrededor de 1920, y las transmisiones de onda amortiguada finalmente fueron prohibidas en 1934.

## Características de la CW
La radiotelegrafía, conocida también entre los aficionados como CW u onda continua (del Inglés “Continuous Wave”), y designada A1A según los reglamentos de la UIT, es un sistema binario que consiste en emitir e interrumpir la señal portadora de acuerdo al Código Morse, conformado por elementos de tiempo denominados puntos y rayas, cuya duración así como la de los espacios entre ellos, deben mantener una relación constante. El corte y la restitución de la transmisión se efectúan mediante un interruptor operado a mano o electrónicamente, conocido con el nombre de manipulador, picapiñones o llave telegráfica, y que cuando se opera electrónicamente también se le llama "maniplex". Como este sistema usa un código adoptado internacionalmente, prácticamente no existe el problema del idioma ni de la pronunciación fonética.
La unidad base de tiempo del Código Morse es siempre la duración de un punto. El espacio entre dos o más elementos que forman una letra, número o signo de puntuación, es siempre un punto. El espacio entre letras es de tres puntos y el espacio entre palabras es de siete puntos.
La popularidad de la CW entre los radioaficionados se debe principalmente al reducido ancho de banda (como mínimo en bandas de HF se permiten 200 Hz) que se necesita para establecer comunicación. La reducción del ancho de banda implica un mayor rendimiento de la potencia radiada, al concentrarse ésta en la señal portadora, ayudando a establecer con más facilidad contactos a larga distancia.

## Abreviaturas en CW
La siguiente tabla resume algunas de las abreviaturas más usuales en las comunicaciones por onda continua.
| Abreviatura | Significado            |
| ----------- | ---------------------- |
| 73          | saludos                |
| 88          | besos                  |
| ABZO        | abrazo                 |
| ADR         | dirección              |
| ANT         | antena                 |
| GM          | buenos días            |
| GN          | buenas noches          |
| BNA, BNO    | buena, bueno           |
| GE          | buenas tardes          |
| CNDX        | condiciones            |
| DX          | distancia              |
| ELE         | elemento/s             |
| FTE         | fuerte                 |
| TKS         | gracias                |
| INFO        | información            |
| JA          | onomatopeya de la risa |
| OM          | Viejo amigo            |
| R           | recibido               |
| RPTR        | reportaje              |
| RPT         | repetir                |
| TEMP        | temperatura            |

Hay que distinguir entre las abreviaturas y señales diversas establecidas por el Reglamento de Radiocomunicaciones y las abreviaturas desarrolladas y usadas por radioaficionados puesto que presentan ciertas variaciones que a veces tienden a confusión. Las abreviaturas más utilizadas establecidas por el Reglamento de Radiocomunicaciones son:
| Abreviaturas | Significado                                                  |
| ------------ | ------------------------------------------------------------ |
| ADS          | Address (Dirección Postal)                                   |
| BK           | Utilizada para interrumpir una emisión en marcha             |
| CFM          | Confirme o confirmó                                          |
| CQ           | Llamada general a todas las estaciones                       |
| CP           | Llamada a dos o más estaciones especificadas                 |
| CS           | Call sign - Señal distintiva de una estación                 |
| ER           | Here - Aquí                                                  |
| ETA          | Estimated Time of Arrival - Fecha/hora aproximada de llegada |
| K            | Invitación a transmitir (Cambio)                             |
| NIL          | No tengo nada para transmitir                                |
| OK           | Estamos de acuerdo                                           |
| REF          | Referente a...                                               |
| SIG          | Signature. Firma                                             |
| SOS          | Señal de Socorro                                             |
| SS           | Ship station. Prefijo que antecede al nombre de un barco     |
| TFC          | Tráfico                                                      |
| Tu           | Gracias                                                      |
| TXT          | Texto                                                        |
| VA           | Texto de celda                                               |

## Física láser
En física de láser el término de ingeniería «onda continua» o «CW» se refiere a un láser que produce un haz de luz de salida continua, que a veces se denomina "ejecución libre". Esto es en contraposición a un láser q-switched, conmutación de ganancia o modelocked, que producen pulsos de luz.